# Fiat Brava
Fiat Brava är en bil som, tillsammans med Fiat Bravo, blev Årets bil 1996. Modellen ersatte den mindre mellanklassmodellen Tipo och efterträddes i Västeuropa 2001 av Stilo. I Brasilien och Turkiet tillverkades den till 2003. Brava är 5-dörrarsversionen, medan Bravo har 3 dörrar. Därtill har de unik, bakre design och viss utrustning skiljer också. Bravas designidentitet ligger i stort i det udda lamparrangemanget bak med tre smala, horisontella strimmor. 
Även Fiat Marea är systermodell med Bravo/Brava men i sedan/kombiutförande. Samtliga tre modeller är i stort sett lika från B-stolpen och framåt och delar många motorer. 

## Motorer

### Bensin
| Model          | Typ   | Volym   | effekt                   | Vridmoment               | Note      |
| -------------- | ----- | ------- | ------------------------ | ------------------------ | --------- |
| 1.4 S/SX       | Rak 4 | 1370 cc | 80 Hk Vid 6000 varv/min  | 112 Nm vid 2750 varv/min | Till 1999 |
| 80 SX          | Rak 4 | 1242 cc | 82 Hk vid 5500 varv/min  | 113 Nm vid 4250 varv/min | Från 1999 |
| 100 SX/HSX/ELX | Rak 4 | 1581 cc | 103 Hk vid 5750 varv/min | 144 Nm vid 4000 varv/min |           |
| 115 ELX/HLX    | Rak 4 | 1747 cc | 113 Hk vid 6100 varv/min | 154 Nm vid 4400 varv/min | Till 2000 |